# Charaxes sulphureus
Charaxes sulphureus är en fjärilsart som beskrevs av Rothschild 1900. Charaxes sulphureus ingår i släktet Charaxes och familjen praktfjärilar. Inga underarter finns listade i Catalogue of Life.